# Z32 (駆逐艦)
Z32はドイツ海軍の駆逐艦。1936A型。

## 艦歴
1940年11月1日起工。1941年8月15日進水。1942年9月15日就役。
1943年3月、駆逐艦Z23、Z24、Z25、Z37と共にフランスへ進出。封鎖突破船ヒマラヤ (Himalaya) 、ピエトロ・オルセオロ (Pietro Orseolo) 、オゾルノ (Osorno) などの護衛に従事した。
1943年12月27日、極東からやってくる封鎖突破船アルステルウーファー (Alsterufer) を護衛するためZ32および駆逐艦Z23、Z24、Z27、Z37、水雷艇T25、T27はジロンドから出撃した。また、ブレストからも水雷艇T22、T23、T24、T26が出撃した。しかし、このドイツ艦隊と合流する前にアルステルウーファーは撃沈されていた。12月28日、ドイツ艦隊はイギリスの軽巡洋艦エンタープライズ、グラスゴーに攻撃され駆逐艦Z27、水雷艇T25、T26を失った。
1944年1月30日、Z32はボルドー沖で駆逐艦Z37と衝突した。修理完了後の5月5日、今度はジロンドで座礁し損傷した。
1944年6月9日、3日前の連合軍によるノルマンディー上陸を受け、ブレストに停泊中だったZ32と駆逐艦Z24、ZH1、水雷艇T24はシェルブールへの前進を命じられ出撃するも警戒中だった連合国の駆逐艦部隊と交戦した。多数の命中弾を受けたZ32は戦死者30名を出し、ついにはバッツ島に座礁し乗員は脱出、船体は放棄された。